# Foissac (Gard)
Foissac – miejscowość i gmina we Francji, w regionie Oksytania, w departamencie Gard.
Według danych na rok 1990 gminę zamieszkiwały 223 osoby, a gęstość zaludnienia wynosiła 59 osób/km² (wśród 1545 gmin Langwedocji-Roussillon Foissac plasuje się na 689. miejscu pod względem liczby ludności, natomiast pod względem powierzchni na miejscu 1061.).